# Havik (politiek)
Met een havik in politieke termen wordt een politicus bedoeld die bekendstaat om zijn of haar harde of onverzoenlijke beleid of standpunten.
Voorbeelden zijn de op 8 november 2006 afgetreden Amerikaanse minister van Defensie Donald Rumsfeld die een harde opstelling toonde ten aanzien van de Irakoorlog en de Russische eerste vicepremier Sergej Ivanov, die verantwoordelijk is voor onder andere het leger en een harde opstelling met betrekking tot het anti-terrorismebeleid heeft.
Een tegenovergestelde politicus wordt met 'duif' aangeduid.